# Hydroxid olovnatý
Hydroxid olovnatý je anorganická sloučenina se vzorcem Pb(OH)2, patřící mezi hydroxidy. Jako ostatní rozpustné sloučeniny olova je toxický. Ačkoli se vyskytuje jako v podstatě jednoduchá sloučenina, není jisté, jestli je v pevném skupenství stabilní.
 V praxi se tam, kde by se měl vyskytovat hydroxid olovnatý, setkáváme se zásaditým uhličitanem olovnatým (PbCO3·2Pb(OH)2) nebo oxidem olovnatým (PbO). V minulosti toto bylo předmětem velkého zmatku.

## Příprava
Když se přidá hydroxid alkalického kovu do roztoku olovnaté soli, vzniká hydrátovaný oxid olovnatý PbO·xH2O (kde x je menší než 1).
Opatrnou hydrolýzou octanu olovnatého vzniká krystalický produkt se vzorcem 6 PbO·2 H2O = Pb6O4(OH)4.

## Reakce
V roztoku je hydroxid olovnatý poněkud slabou zásadou, vytváří olovnatý kationt Pb2+. Tento kationt hydrolyzuje na Pb(OH)+, Pb(OH)2(aq), Pb(OH)3− a další iont, jako například Pb4(OH)44+, Pb3(OH)42+ a Pb6O(OH)64+..